# Sobrance
Sobrance (maďarsky Szobránc, německy Sobranz) jsou okresní město okresu Sobrance v Košickém kraji na jihovýchodě Slovenska. Žije v nich přibližně 5 800 obyvatel.

## Historie
Podle archeologických vykopávek bylo místo osídlené již v neolitu. První písemná zmínka o Sobrancích pochází z roku 1409. V roce 1878 bylo v Sobrancích 49 domů a žilo zde 527 obyvatel. Za první československé republiky byly Sobrance okresním městem, posléze titul města ztratily a znovu jej získaly roku 1996.[zdroj?] Během druhé světové války bylo město součástí území Maďarska, od Operace Bagration kolem města procházela východní fronta, což způsobilo zničení či poškození většiny budov ve městě a jeho okolí.

## Přírodní poměry
Město leží v severovýchodní části Východoslovenské roviny, na Sobraneckém potoku. Od Košic vede k ukrajinské hranici přes Sobrance silnice I/19, severním směrem vede silnice II/582. Michalovce leží 20 km západně, Veľké Kapušany 35 km jihozápadně, Užhorod 18 km jihovýchodně a Košice 79 km západně. Sousedními obcemi sídla jsou : Horňa, Nižná Rybnica, Ostrov, Ruskovce, Tibava.

## Místní části
- Sobrance (katastrální území Sobrance)
- Komárovce (katastrální území Komárovce)[7]

## Pamětihodnosti
- V severní části území města leží Sobranecké kúpele, lázně které dobu největší slávy zažily před první světovou válkou.
- Ve městě se nachází muzeum kytar.[8] Sbírka obsahuje asi 200 nástrojů, hlavně z let 1947–1980. Nejcennějším exponátem je zřejmě kytara Georga Harrisona, člena Beatles, z počátku jeho kariéry.
- Ve městě se nachází řeckokatolický chrám svatých sedmipočetníků, moderní stavba inspirovaná tradiční byzantskou architekturou.

### Rodáci
- Irma Sztáray (1863–1940), dvorní dáma Alžběty Bavorské
- Julius Földessy (1875–1947), politik
- Štefan Blaško (1915–1968), politik
- Elemír Csere (1917–1992), průkopník amatérské astronomie na Slovensku
- matka bývalého amerického velvyslance v ČR Normana L. Eisena
- Izaiáš (* 1980) pravoslavný biskup
- Zdeněk Toman (1909–1997), československý vysoký státní úředník, rozvědčík
- Angel Dark (* 1982), slovenská pornoherečka

## Partnerská města
Město Sobrance uzavřelo partnerství s těmito městy:
- Lubaczów, Polsko
- Perečín, Ukrajina
- Cigánd, Maďarsko